# Мафдет
Ма́фдет (егип. mafdet — «царапающая») — богиня-мстительница, защитница от змей и скорпионов в ранней египетской мифологии; изображалась мангустом, циветой или гепардом. В связи с такой особенностью заслужила титул «убийца змей» и упоминается в «Текстах пирамид», как защитница Ра от змеиного яда.

## Изображение
В искусстве Мафдет представлялась гепардом, женщиной с головой гепарда или гепардом с головой женщины, иногда с заплетёнными волосами, которые оканчивались хвостами скорпионов. Временами её показывали с причёской из змей. Атрибутами богини были палка и нож.

## Мифология
Она появляется в египетском пантеоне при I Династии. Мафдет в мифах сражалась со змеем, в некоторых случаях вместе с Ра. Олицетворяла правосудие, принимая участие в загробном суде, вместе с тем заботилась об умерших в загробном царстве.
Празднование дня рождения богини совпадал с празднованием дня рождения другой богини — Сешат, в связи с чем существует предположение о том, что они считались сёстрами-близнецами. Помимо этого, Сешат зачастую выступала в качестве ипостаси Мафдет.
Она также изображалась бегущей на жезле палача, стремясь вырывать сердца грешников и поднести их к ногам фараона, как приносят кошки своим хозяевам убитых грызунов и птиц. Во времена Нового Царства Мафдет правила судейским залом в Дуате, где враги фараона лишались голов когтем Мафдет.